# الفروع الثاقبة للشريان الصدري الغائر
الفروع الثاقبة للشريان الصدري الغائر (بالإنجليزية: Perforating branches of internal thoracic artery)‏‏ هو شريان يتفرعُ من شريان صدري غائر.